# Bökerhof

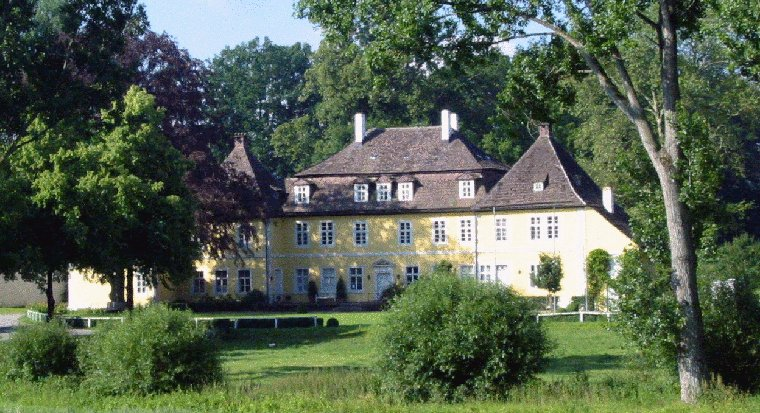
Literaturmuseum im Schloss Bökerhof

Der Bökerhof liegt in der ostwestfälischen Ortschaft Bökendorf (Stadt Brakel, Kreis Höxter) in Nordrhein-Westfalen.
Der Bökerhof ist einer der Familiensitze des Freiherrn von Haxthausen, wie auch das Gut Abbenburg und das Haus Vörden. Die Familie von Haxthausen gehörte zu den vier adligen Säulen des Hochstifts Paderborn und zu Anfang des 14. Jahrhunderts wurden ihr durch den Fürstbischof von Paderborn die benannten Güter zugesprochen.

## Die Hofanlage
Freiherr Caspar Moritz von Haxthausen betraute in den Jahren 1768–1771 den Hildesheimer Hofbaumeister Anton Went mit der Planung und Errichtung des Bökerhofs. Erster Bewohner der Anlage war der Sohn des Bauherrn, Werner Adolph von Haxthausen.
Errichtet wurde das Herrenhaus mit seinen zwei Geschossen auf den Ruinen einer Wasserburg aus dem 15. Jahrhundert. Zur Seite erstreckt sich das Gebäude in zwei turmartige Erweiterungen. Die Dächer sind entsprechend der Region mit Sollingsandsteinplatten bedeckt. Im Jahr 2009 wurde das gesamte Dach mit Sollingsandsteinplatten wieder entsprechend denkmalgerecht eingedeckt.
Umgeben ist der Bökerhof von einer weitläufigen, ca. drei Hektar großen Gartenanlage. Einige alte Buchen, Kastanien, Fichten und Ulmen sowie eine prachtvolle Platane auf der Schlosswiese zeugen noch aus der entstehungsgeschichtlichen Zeit der Anlage. Der rückwärtige Park des Hauses war von einem Gang, geformt aus Hainbuchen, umgeben. Das Geäst seiner Bäume wurde regelmäßig auf einer Höhe von über zwei Metern so zurückgeschnitten, dass ein dichtes, eindrucksvolles Blätterdach erwachsen konnte.
Auch heute ist dieses historische Unikat größtenteils als „Laubengang“ noch erhalten und kann begangen werden. Schon zu Beginn des 19. Jahrhunderts inspirierte er bekannte Persönlichkeiten wie Annette von Droste-Hülshoff und die Brüder Grimm. Ein Aquarell der Annette von Droste-Hülshoff aus dem Jahre 1820 dokumentiert den schon damals verzaubernd romantischen Blick auf die rückwärtige Sicht des Bökerhofs.
Als gartengestalterische Besonderheit erstreckte sich vom Bökerhof, als zentralem Punkt, eine raumgreifende Achse. Noch heute verleiht die südwestliche Gerade dem Bökerhof eine besondere Sicht auf die Weite und Schönheit der Landschaft. Eindrucksvoll erstreckt sie sich über die Schlosswiese, einen ansteigenden Hang mit einer Lindenallee und einen Kreuzweg, bis hin zu einem im Wald stehenden großen Holzkreuz. Die Ostachse ist leider nur noch als Andeutung, in Form einer Allee an der Zufahrt zum Bökerhof, vorhanden.
In den 1990er Jahren wurden die Innen- und Außenbereiche des Bökerhofs grundlegend saniert und der ursprüngliche Zustand nach alten Plänen denkmalgerecht wiederhergestellt.

## Bökendorfer Romantikerkreis

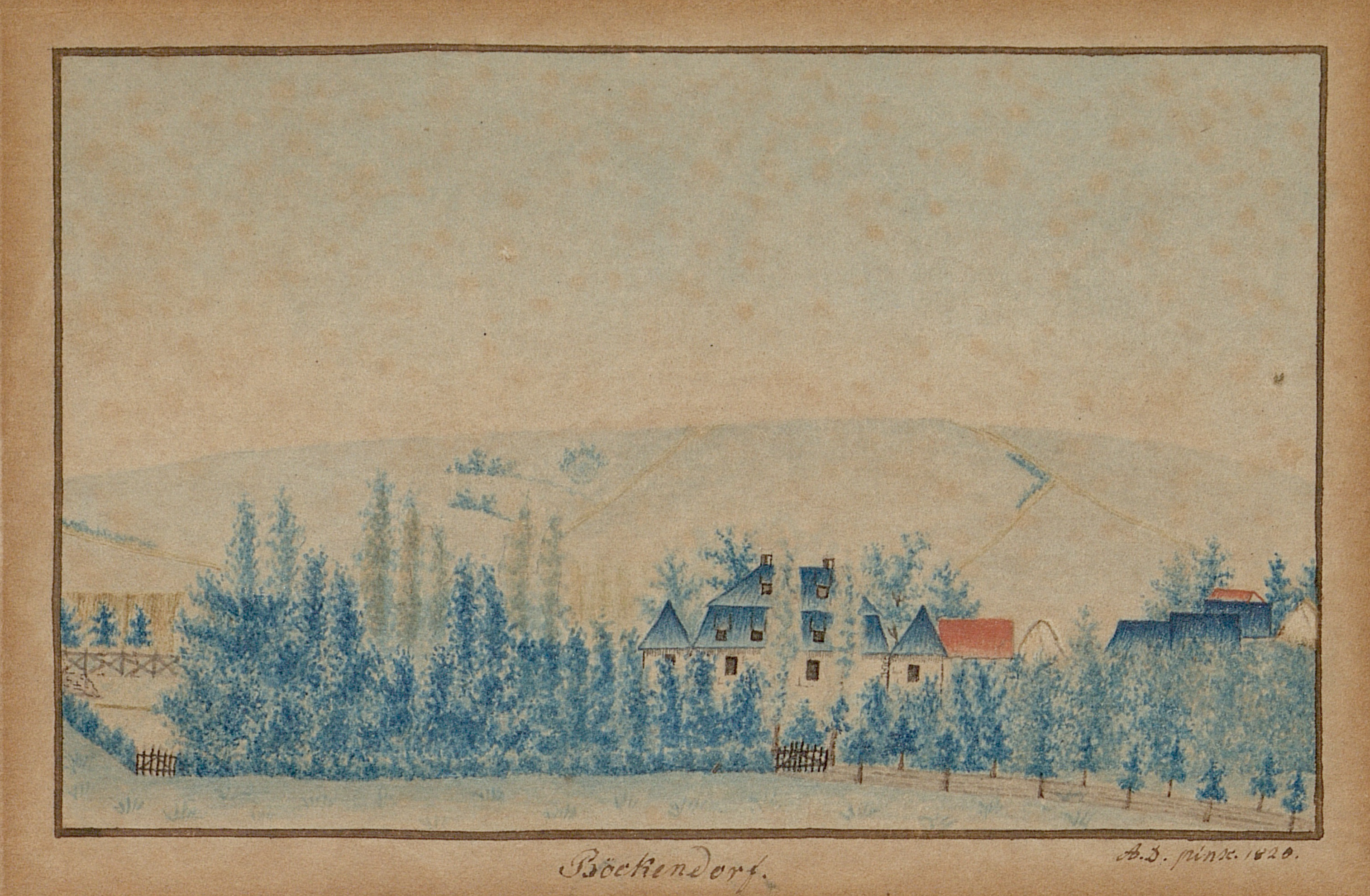
Aquarell von Annette von Droste-Hülshoff (1820)

Das Herrenhaus Bökerhof war im 19. Jahrhundert der Mittelpunkt des „Bökendorfer Romantikerkreises“ (1810–1834) mit den Schwestern Jenny und Annette von Droste-Hülshoff, den Brüdern Jacob und Wilhelm Grimm, Clemens Brentano und Josef Görres. 1817 reiste Ludwig Emil Grimm nach Schloss Bökerhof.
Schöpfer dieses literarisch ambitionierten Kreises waren insbesondere die Brüder Werner und August von Haxthausen, aber auch deren Schwestern Anna, Ludowine und Ferdinandine gehörten zu dieser Gemeinschaft.
Die Dichter Heinrich Straube, August von Arnswaldt, August Heinrich Hoffmann von Fallersleben und Luise Hensel schlossen sich um 1820 diesem Kreise an.
Die Brüder Grimm sammelten in Ostwestfalen Märchen, Sagen und Volkslieder. Annette von Droste-Hülshoff erfuhr durch Erzählungen am Bökerhof und aus den Aufzeichnungen ihres Onkels August Franz von Haxthausen, der „Geschichte eines Algierer Sklaven“ (1808), von einem authentischen Kriminalfall aus dem Raum Bökendorf zum Ende des 18. Jahrhunderts, den sie in ihrer Novelle „Die Judenbuche“ (1842) literarisch verarbeitete.
Der Bökerhof und somit auch Bökendorf waren die Ausgangspunkte langjähriger persönlich-literarischer Beziehungen.

## Das Museum Bökerhof
Das Herrenhaus Bökerhof beherbergt ein zurzeit nicht zugängliches Literaturmuseum. Hier erhielten Besucher u. a. einen Eindruck von den Wohnverhältnissen der Biedermeierzeit. Das Herz des Museums bildet die historische Halle, die entsprechend alten Überlieferungen in den originalen Zustand zurückversetzt wurde.
Verschiedene Exponate zum Romantikerkreis sind im Fundus vorhanden. Während des Kultursommers fanden Veranstaltungen wie Lesungen, Konzerte und Ausstellungen in einer Umgebung statt, die auch schon Annette von Droste-Hülshoff sowie die Brüder Grimm inspiriert hatte.
Ein besonderes Ausstellungsstück ist der prachtvolle Stiftskalender des Fürstentums Paderborn aus dem Jahre 1747. Ein weiteres ist das Tafelklavier des Münsteraner Klavierbauers Melchior Quante von ca. 1800, auf dem auch Annette von Droste-Hülshoff im Jahre 1820 ein öffentliches Konzert gegeben hatte.